# 同志社大学生風俗店斡旋事件
同志社大学生風俗店斡旋事件（どうししゃだいがくせいふうぞくてんあっせんじけん）は2019年に摘発された事件。

## 概要

### 犯行の内容
同志社大学に通う大学生らが、京都府京都市の河原町や新京極などで若い女性に声をかけ、仲間が経営する会員制バーに誘い込む。そこでその女性に高価な酒を飲ませて借金を背負わせる。そしてその女性に借金を返済させるために風俗店で働かせるということをしていた。
女性の恋愛感情を利用していた。毎日4時間くらい声をかけ続ける。このことで女性は引っかかる。そして女性と連絡を取って付き合う寸前まで持っていく。女性には心当たりのあるそうなことを言い、女性は言い当てられたと思い信用するようになる。こうして女性からの信用を重ねて、店で大金を使わせて借金をさせて、風俗店で働くという方向へと持って行っていた。

### 摘発
2019年2月1日、京都府警察は犯行をしていた同志社大学生らを職業安定法違反の疑いで逮捕。京都府警察の押収した資料では2017年10月から2018年11月までに250人を超える女性が風俗店に斡旋され、女性からの売り上げの約15%である7000万円がグループに渡り、このうちの3分の2が女性をスカウトする人に渡っていた。